# Brentus
Brentus é um género de besouro pertencente à família Brentidae.
As espécies deste género podem ser encontradas na América.

## Espécies
Espécies:
- Brentus anchorago (Linnaeus, 1758)
- Brentus aproximatus Erichson, 1847
- Brentus armiger Herbst, 1797